# Ostia (posamine)
L'Ostia è stato un posamine della Regia Marina.

## Costruzione e caratteristiche
Costruito tra il marzo 1925 ed il novembre 1926 nello stabilimento di Monfalcone del Cantiere Navale Triestino (con numero di costruzione e di assemblaggio 149 e di completamento 116), l'Ostia apparteneva alla classe Azio, progettata all'inizio degli anni '20 (ed ordinata nel 1924 per il servizio nelle colonie) dal colonnello del Genio Navale Francesco Rotundi. Le unità di tale classe, spesso citata anche come classe Ostia (l'Ostia viene da alcune fonti indicato come capoclasse), avrebbero dovuto servire sia come posamine che come navi coloniali: il loro principale compito sarebbe infatti consistito nella posa di campi minati difensivi nelle acque delle colonie e dei possedimenti italiani in Mediterraneo e Mar Rosso, a difesa delle relative coste. Oltre che alla posa di sbarramenti difensivi sulle rotte d'accesso ai porti italiani, tali unità avrebbero provveduto alla posa di sbarramenti offensivi sulle rotte percorse dal naviglio avversario, ed erano inoltre in grado di essere impiegati come dragamine. Grazie tuttavia alle loro ottime caratteristiche marine, le unità della classe Azio, nel corso degli anni '20 e '30 e poi in guerra, si rivelarono adatte a numerosi e svariati utilizzi, quali cannoniere, navi scuola, navi coloniali, navi idrografiche, navi comando o stazionarie in acque straniere, utilizzabili sia in Italia che nelle colonie od in località ancora più lontane.

LOstia all'ormeggio, visto da poppa

Nel corso della costruzione le unità della classe vennero modificate con l'aggiunta di ulteriori pesi, che ridusse di un nodo (da 16 a 15) la velocità rispetto a quella di progetto, ma che non impedì comunque di utilizzare le unità anche come navi scorta. Essendo state concepite anche per la rappresentanza presso nazioni estere, le unità della classe ebbero un allestimento particolarmente confortevole e curato, anche lussuoso, furono muniti di isolamenti termici (per poter stazionare a lungo in aree con clima tropicale) e di stazioni radio di notevole potenza. Grazie al ridotto pescaggio ed alla loro versatilità, le navi potevano anche essere impiegate, all'occorrenza, nella navigazione fluviale.
I posamine della classe Azio avevano tagliamare dritto, un alto bordo libero ed oltre un terzo dello scafo occupato dal castello di prua, a poppavia del quale vi era una grande tuga che raggiungeva la poppa. In corrispondenza dell'estremità anteriore del ponte di castello vi erano plancia, timoniera (che formavano un blocco unico) e controplancia scoperta, su due ponti, a poppavia della quale vi era il fumaiolo, con una leggera inclinazione verso poppa, poi gli osteriggi della sala macchine ed il locale di governo secondario. Vi erano due alberi verticali, a stilo e privi di montanti. Nel sottocastello e nella parte prodiera del ponte di primo corridoio si trovavano i locali per l'equipaggio, mentre a poppavia della sala macchine, sul ponte di primo corridoio, erano sistemati i camerini degli ufficiali e dei sottufficiali di grado più elevato. A centro nave, ai lati del ponte di coperta, vi erano le gru di diverse motobarche ed imbarcazioni utilizzate per servizi vari.
Nel corso della costruzione le unità della classe vennero modificate con l'aggiunta di ulteriori pesi, che ridusse di un nodo (da 16 a 15) la velocità rispetto a quella di progetto, ma che non impedì comunque di utilizzare le unità anche come navi scorta. Essendo state concepite anche per la rappresentanza presso nazioni estere e la permanenza in climi caldi, le unità della classe ebbero un allestimento particolarmente confortevole e curato, anche lussuoso, furono muniti di isolamenti termici (per poter stazionare a lungo in aree con clima tropicale, impedendo il raggiungimento di temperature elevate nei locali interni) e di stazioni radio di notevole potenza. Vi erano inoltre alloggi in eccesso, per poter ospitare altro personale. Grazie al ridotto pescaggio ed alla loro versatilità, le navi potevano anche essere impiegate, all'occorrenza, nella navigazione fluviale.
I posamine della classe Azio avevano tagliamare dritto, un alto bordo libero ed oltre un terzo dello scafo occupato dal castello di prua, a poppavia del quale vi era una grande tuga che raggiungeva la poppa. In corrispondenza dell'estremità anteriore del ponte di castello vi erano plancia, timoniera (che formavano un blocco unico) e controplancia scoperta, su due ponti, a poppavia della quale vi era il fumaiolo, con una leggera inclinazione verso poppa, poi gli osteriggi della sala macchine ed il locale di governo secondario. Vi erano due alberi verticali, a stilo e privi di montanti. Nel sottocastello e nella parte prodiera del ponte di primo corridoio si trovavano i locali per l'equipaggio, mentre a poppavia della sala macchine, sul ponte di primo corridoio, erano sistemati i camerini degli ufficiali e dei sottufficiali di grado più elevato. A centro nave, ai lati del ponte di coperta, vi erano le gru di diverse motobarche ed imbarcazioni utilizzate per servizi vari. Lo scafo era in acciaio dolce Martin-Siemens.
L'apparato motore consisteva in due macchine a vapore verticali a triplice espansione, che, alimentate da altrettante caldaie a tubi d'acqua, sviluppavano la potenza totale di 1500 CV, consentendo una velocità di 15 nodi, alla quale l'autonomia era di 1500 miglia. La suddivisione dell'apparato motore su due assi contribuì positivamente, insieme al disegno dello scafo, dalle caratteristiche molto marine, a conferire agli Azio eccellenti qualità di tenuta del mare e manovrabilità. Mentre Ostia, Dardanelli e Milazzo avevano caldaie alimentate a carbone (85 tonnellate), Azio, Lepanto e Legnano le avevano a nafta (75 tonnellate). Secondo alcune fonti le unità erano in origine provviste anche di velatura ausiliaria: un fiocco di 26 m², una trinchettina di 93 m², una randa di 98 m² ed velaccio di 98 m². Il timone non era compensato.
L'armamento principale consisteva in due cannoni Terni (od Ansaldo Schneider) da 102/35 Mod. 1914, uno situato sul ponte di castello, a proravia della plancia, e l'altro sul cielo della parte di estrema poppa della tuga. Come armamento secondario cinque delle sei unità, compreso il Milazzo (l'unica eccezione era il Lepanto) disponevano di un cannone contraereo da Ansaldo 76/40 Mod. 1917. I cannoni da 102/35 e 76/40 erano provvisti anche di una canna minore, da 25 mm, per le esercitazioni. Secondo alcune fonti l'armamento secondario, oltre al cannone da 76/40, comprendeva anche due mitragliere da 40/56 mm, mentre altre fonti parlando di due mitragliere Colt-Browning M1895/14 da 6,5 mm. Le navi disponevano delle attrezzature per trasportare e posare 80 mine, per un peso complessivo di 86 tonnellate.
La riuscita degli Azio fu tale che se ne progettò la riproduzione in un maggior numero di unità, con alcune migliorie, ma ciò fu reso impossibile dalla mancanza di fondi. Due unità tipo Azio migliorato, la classe Babr, vennero costruite per la Marina imperiale iraniana. Le linee degli Azio vennero riprese nel 1941, quando vennero progettate le corvette della classe Gabbiano.

## Storia
Divenuto operativo nel marzo 1927, l'Ostia venne utilizzato, tra il 1933 ed il 1934, come nave idrografica: insieme alla nave idrografica Ammiraglio Magnaghi, infatti, il posamine prese parte a rilevamenti della baia di Assab e delle coste della Dancalia.
Successivamente l'Ostia venne adibito anche a compiti di nave scuola e nave coloniale. Nel 1934 l'unità era di base in Mar Rosso, insieme al gemello Azio e ad altre unità.

Nel 1940 l'Ostia venne dislocato in Mar Rosso. Nei giorni precedenti l'entrata dell'Italia nella seconda guerra mondiale, ed in particolare dal 1° al 10 giugno, la nave partecipò alla posa di campi minati al largo di Massaua ed Assab: insieme alla nave coloniale Eritrea, anch'essa attrezzata per la posa di mine, l'unità posò sbarramenti difensivi (composti da mine tipo «Bollo» e da vecchi ordigni provenienti dai depositi della dissolta k.u.k. Kriegsmarine) nelle acque delle isole Dahlak (nei canali di accesso alle isole) e nel tratto di mare antistante Massaua. 

Due posamine classe Azio, probabilmente lOstia e lAzio, a Massaua nel 1935.

 Tra l'8 ed il 12 giugno, in particolare, l'Ostia posò davanti a Massaua otto sbarramenti, per complessive 470 mine. Il 10 giugno 1940 l'Ostia, appartenente al Gruppo Navi Ausiliarie Dipartimentali del Comando Navale Africa Orientale Italiana, con base a Massaua, era l'unico posamine presente nella colonia.
Nei mesi successivi, dato che l'Ostia stazionava inattivo e che la difesa antiaerea e terrestre di Massaua necessitava di maggiori artiglierie, alcuni dei suoi cannoni vennero sbarcati ed installati in postazioni a terra. In particolare, i due pezzi da 102/35 dell'armamento principale andarono ad armare, insieme ad un pezzo da 102/45 sbarcato dalla torpediniera Acerbi, la batteria «Ma. 370».
Agli inizi del 1941, in previsione dell'inevitabile caduta dell'Eritrea, venne pianificata l'evacuazione da Massaua delle unità in grado di raggiungere un porto amico o neutrale, e la distruzione delle rimanenti. Per l'Ostia, che non fu giudicato in grado di affrontare una traversata oceanica in acque nemiche, venne deciso l'autoaffondamento: alla resa della città un folto gruppo di navi mercantili ed unità minori ed ausiliarie, compreso il posamine, sarebbe stato autoaffondato per evitarne la cattura, disponendo le navi in maniera tale da ostruire il porto e renderlo inagibile ed inutilizzabile per lungo tempo.
L'8 aprile 1941, pertanto, all'atto della caduta di Massaua, l'Ostia si autoaffondò al pari di 18 mercantili italiani e tedeschi e di 12 tra mercantili costieri ed unità minori. Il posamine, in particolare, si autoaffondò all'imboccatura del porto commerciale, insieme a diverse altre navi, per ostruirne l'accesso. Secondo altra versione, lo stesso 8 aprile, mentre il resto delle navi si autoaffondò, l'Ostia venne affondato da un attacco aereo della Royal Air Force su Massaua: l'attacco fece esplodere le mine che la nave aveva ancora a bordo.
Dopo l'occupazione di Massaua, le forze britanniche si attivarono per liberare il porto dai relitti e renderlo nuovamente utilizzabile, operazione che richiese oltre un anno. Uno dei relitti che crearono maggiori problemi fu proprio quello dell'Ostia, dato che il posamine, affondato all'ormeggio, aveva ancora le mine inesplose (ed in grado di detonare) sulle ferroguide (secondo la versione che vede la nave affondata da aerei della RAF, invece, gli ordigni erano esplosi a seguito dell'attacco).
Nel dicembre 1941 il relitto dell'Ostia venne recuperato dalle autorità britanniche e portato al largo di Massaua, in acque profonde, dove venne fatto nuovamente affondare.